# Jan VII (patriarcha Jerozolimy)
Jan VII (zm. 966 w Jerozolimie) – trzydziesty trzeci chalcedoński patriarcha Jerozolimy.

## Życiorys
Sprawował urząd w latach 964–966. W 966 r. spalony na stosie przez muzułmańskich mieszkańców Jerozolimy.